# ANT-14 (航空機)
ANT-14
- 用途：旅客機
- 設計者：アンドレイ・ツポレフ（主任設計者）
- 製造者：中央航空流体力学研究所
- 初飛行：1931年8月14日
- 生産数：1機
- 運用状況：退役

ANT-14（ロシア語: АНТ-14）は1930年代初頭にソビエト社会主義共和国連邦で開発された旅客機である。

## 歴史
ANT-14はモスクワからウラジオストクの長距離飛行に対応可能な旅客機として企画された。 1930年3月、民間航空艦隊と中央航空流体力学研究所は開発に当たってANT-14の技術的な要求事項とスケッチデザインを3ヶ月以内に作成するという契約を締結した。 設計は分業で行われたため複数人の技術者が任命され、アレクサンドル・アルハーンゲリスキイが胴体、ウラジミール・ペトリャコフが主翼、N.ネクラーソフが尾翼、イヴァン・ポゴススキーがエンジン周りの開発を担当した。
設計と開発は完了したものの、当初運用を予定していたモスクワ・ウラジオストク間の乗客数が少数であったこともあり、機体の量産は実施されなかった。それでもANT-14の開発はロシアの航空史にとって重要な足跡となった。

## 設計
胴体は長方形の断面を持つ古典的なもので、最大部分の幅と高さは3.2メートルだった。 主翼の形状はTB-3との類似が見られるものであったが、翼の中心が0.8m程度長く作られていた。
翼内には4つの燃料タンクがあり、総量にして2000kgの燃料を積み込むことができた。 エンジンは1基480馬力のノーム製のエンジンが5基装備されていた。 
機内は36人乗りで、中央に通路を設けて左右2席ずつの9列シートが用意されていた。 また、冬期になると積雪の上に着陸するため、降着装置の車輪がスキー板に置換された。
乗務員はパイロット2名、航法士1名、客室乗務員1名で構成されていた。 パイロットと航法士用のコックピットは機体前方にあったが、エンジン制御を担当するパイロットのコックピットは機体中央部にあり、胴体の上には突き出した窓が配置されていた。 また、スタビライザーは飛行中でもパイロットが任意で角度調整を行えた。

## 要目
諸元
- 乗員: 3
- 定員: 36
- 全長: 26.46 m
- 全高: 5.02 m
- 翼幅: 40.40 m
- 翼面積: 240 m2
- 空虚重量: 10,828 kg
- 最大離陸重量: 17,530 kg
- 動力: ノーム ジュピターⅥ 、 （480 hp x 5）   × 5

性能
- 最大速度: 195 km/h（地表近く）  236 km/h（高度）
- 巡航速度: 204 km/h
- 航続距離: 800 km
- 実用上昇限度: 5,620 m